# 短帽大喙兰
短帽大喙兰（学名：Sarcoglyphis magnirostris），为兰科大喙兰属下的一个植物种。